# Earcom 2: Contradiction
Singles par Joy Division
Transmission
(1979) Licht und Blindheit
(1980)
Earcom 2: Contradiction est un EP de six pistes de trois groupes différents, Joy Division, Thursdays et Basczax (en), sorti en octobre 1979 sur le label Fast Product.
Le groupe le plus célèbre est Joy Division, qui a fourni deux pistes enregistrées pour Unknown Pleasures et produites par Martin Hannett. Ces chansons n'ont pas été incluses sur l'album et étaient disponibles exclusivement sur l'EP. Ils ont plus tard été réédité sur la compilation Substance.

## Liste des chansons
| Face A | Face A                | Face A       | Face A | Face A | Face A | Face A | Face A | Face A | Face A |
| No     | Titre                 | Auteur       | Durée  |        |        |        |        |        |        |
| ------ | --------------------- | ------------ | ------ | ------ | ------ | ------ | ------ | ------ | ------ |
| 1.     | Perfection            | Thursdays    | 2:55   |        |        |        |        |        |        |
| 2.     | Celluloid Love        | Basczax (en) | 3:24   |        |        |        |        |        |        |
| 3.     | Karleearn Photography | Basczax      | 6:17   |        |        |        |        |        |        |
| 12:36  |                       |              |        |        |        |        |        |        |        |

| Face B | Face B                           | Face B       | Face B | Face B | Face B | Face B | Face B | Face B | Face B |
| No     | Titre                            | Auteur       | Durée  |        |        |        |        |        |        |
| ------ | -------------------------------- | ------------ | ------ | ------ | ------ | ------ | ------ | ------ | ------ |
| 1.     | Auto-Suggestion                  | Joy Division | 6:06   |        |        |        |        |        |        |
| 2.     | From Safety to Where...?         | Joy Division | 2:29   |        |        |        |        |        |        |
| 3.     | (Sittin' on) The Dock of the Bay | Thursdays    | 3:48   |        |        |        |        |        |        |
| 12:23  |                                  |              |        |        |        |        |        |        |        |